# Krassóvár község
Krassóvár község (románul: Comuna Carașova) község Krassó-Szörény megyében, Romániában. Központja Krassóvár, beosztott falvai Krassóalmás, Nermed.

## Népessége
A 2011-es népszámlálás adatai alapján a község népessége 3110 fő volt.